# Croton orinocensis
Espèce
Croton orinocensis est une espèce de plantes à fleurs du genre Croton et de la famille des Euphorbiaceae, présente au sud-est de la Colombie, au Venezuela (Amazonas) et en Guyane.
Il a pour synonyme :
- Oxydectes orinocensis, (Müll.Arg.) Kuntze